# Selenia
Selenia Industrie Elettroniche Associate S.p.A. era una azienda italiana che operava nel settore dell'elettronica (satelliti, impianti radar, telecomunicazioni) e della difesa. Aveva stabilimenti a Fusaro, Roma, Giugliano e Pomezia.
Era controllata dall'IRI, attraverso Finmeccanica (oggi Leonardo-Finmeccanica) e STET.

## Storia
Fu fondata a Napoli il 22 marzo 1960, con sede a Napoli, dalla fusione di Sindel e di Microlambda con il nome di Sipel - Società industriale prodotti elettronici S.p.A., partecipata da Edison (20%), Finmeccanica e Raytheon (40%).
Microlambda-Società per Studi ed Applicazioni di Elettronica esistente dal 1951 era una società Finmeccanica-Raytheon già attiva nel settore della radaristica, mentre ECA Sindel era un'azienda del gruppo Edison composta da un gruppo di ex ingegneri della Microlambda. Con questa fusione si aveva intenzione di creare un polo industriale italiano per la creazione di complessi elettrici ed elettronici per uso militare.
Si trasformò in Selenia il 6 giugno 1960 e ampliò il suo settore alle applicazioni per informatica e telecomunicazione civili. Nello stesso anno collaborò alla costruzione del sistema missilistico contraereo NATO Raytheon MIM-23 Hawk su licenza Raytheon.
Nel 1961 fonda Vitroselenia.
Nella seconda metà degli anni sessanta, l'azienda progettò e realizzò il microcomputer per uso industriale Selenia Gp-16.
Nel 1969 ebbe un ruolo primario in CIA S.p.A., consorzio italiano che si occupò della progettazione e della costruzione del satellite per telecomunicazioni Sirio 1, in virtù della sua specializzazione nella produzione di apparati di telecomunicazione e telemetria.
Le sue attività trovarono impiego anche nel settore meteorologico, missilistico (Aspide) ed aeroportuale.
Nel 1982 le attività di Selenia-Divisione Spazio vennero cedute a Selenia Spazio S.p.A. (Selenia-Elsag, Gruppo STET; dal 1989 Finmeccanica).
Il 21 dicembre 1990 Aeritalia incorporò Selenia, cambiando la denominazione in Alenia.
Oggi, la sua eredità è stata raccolta da Selex ES, parte del gruppo Finmeccanica (oggi Leonardo).

## Dati e attività
Secondo un servizio giornalistico di Roberto Gressi, Roma Capitale delle Armi, pubblicato su L'Unità del 12 settembre 1987, nell'anno precedente Selenia ha realizzato un fatturato di 1.450 miliardi di lire, di cui 570 all'estero con un portafoglio ordini di 3.500 miliardi di lire e 12.800 dipendenti in 15 stabilimenti. Produceva radar (Pluto, Argos, controllo traffico aereo civile e militare), contromisure elettroniche (intercettazione, analisi e disturbo dei segnali radar di terzi) e sistemi missilistici (Aspide, Spada, Albatros), sistemi per l'elettronica di bordo/avionica (Panavia Tornado, AMX) e sistemi di puntamento laser/controllo guida missili/tiro. Il 40% della produzione era destinato all'export.
Tra le controllate vi erano Elsag, Sistel, Vitroselenia.

## Fonti
- storiaindustria.blogspot.com.
- grifoarciere.org (PDF)[collegamento interrotto].
- L'aeronautica italiana: una storia del Novecento Di Paolo Ferrari, Edizione FrancoAngeli Storia, su books.google.it.
- storiainrete.com (PDF). URL consultato il 10 novembre 2010 (archiviato dall'url originale il 7 agosto 2010).
- carlopelanda.com.
- L'Unità - Roberto Gressi, su archiviostorico.unita.it (archiviato dall'url originale il 15 dicembre 2013).